# Evacanthus biguttatus
Evacanthus biguttatus är en insektsart som beskrevs av Kuoh 1987. Evacanthus biguttatus ingår i släktet Evacanthus och familjen dvärgstritar. Inga underarter finns listade i Catalogue of Life.